# Белч (Луизијана)
Белч (енгл. Belcher) град је у америчкој савезној држави Луизијана.

## Демографија
По попису из 2010. године број становника је 263, што је 9 (-3,3%) становника мање него 2000. године.
| Група             | 2000.       | 2010.       |
| Белци             | 205 (75,4%) | 181 (68,8%) |
| Афроамериканци    | 65 (23,9%)  | 66 (25,1%)  |
| Азијати           | 0 (0,0%)    | 0 (0,0%)    |
| Хиспаноамериканци | 0 (0,0%)    | 16 (6,1%)   |
| Укупно            | 272         | 263         |